# Ruth Godbersen
Ruth Godbersen (* 17. Februar 1921 in Kiel; † 4. August 2006 in Hittfeld) war eine deutsche Bildhauerin, die überwiegend in Hamburg tätig war.

## Leben und Werk
Godbersen studierte von 1941 bis 1943 an der Hansischen Hochschule für bildende Künste in Hamburg, erst Malerei bei Paul Bollmann und Bildhauerei bei Johann Michael Bossard, dann bei Martin Irwahn. 1943 entschied sie sich für Bildhauerei. Nach den Zerstörungen Hamburgs durch die RAF im Sommer 1943 floh sie zusammen mit ihrem 23 Jahre älteren Professor Irwahn und dessen Familie nach Nordfriesland. Nach der Rückkehr nach Hamburg trennte sich Irwahn von seiner Frau und lebte mit Godbersen zusammen. Nach der Scheidung von Gertrud Irwahn heirateten Martin Irwahn und Ruth Godbersen 1946. Etwa 1948 bekam das Paar einen Sohn.
1945 gründete Irwahn unter anderen mit Richard Steffen die Künstlergemeinschaft Hamburger Gruppe 1945, der auch Ruth Godbersen angehörte. 1949 nahm Godbersen an der Zweiten Deutschen Kunstausstellung in Dresden teil. Ab 1955 arbeitete Godbersen in Eddelsen (Hittfeld) in einem gemeinsamen Atelier mit Irwahn. Ruth Godbersen wurde auf dem Hittfelder Friedhof beigesetzt, wo auch ihr Mann Martin Irwahn und ihr Sohn Godber Irwahn begraben wurde.
Godbersen schuf überwiegend Bronzeskulpturen,  häufig  weibliche Figuren in sitzender, stehender oder sich bewegender Pose. Ihr Ausdruck ist dabei auf das Wesentliche reduziert und beinahe „verschleifend, aber dennoch naturalistisch“. In ihren Reliefwänden arbeitete Godbersen eher abstrakt.

## Werke im öffentlichen Raum

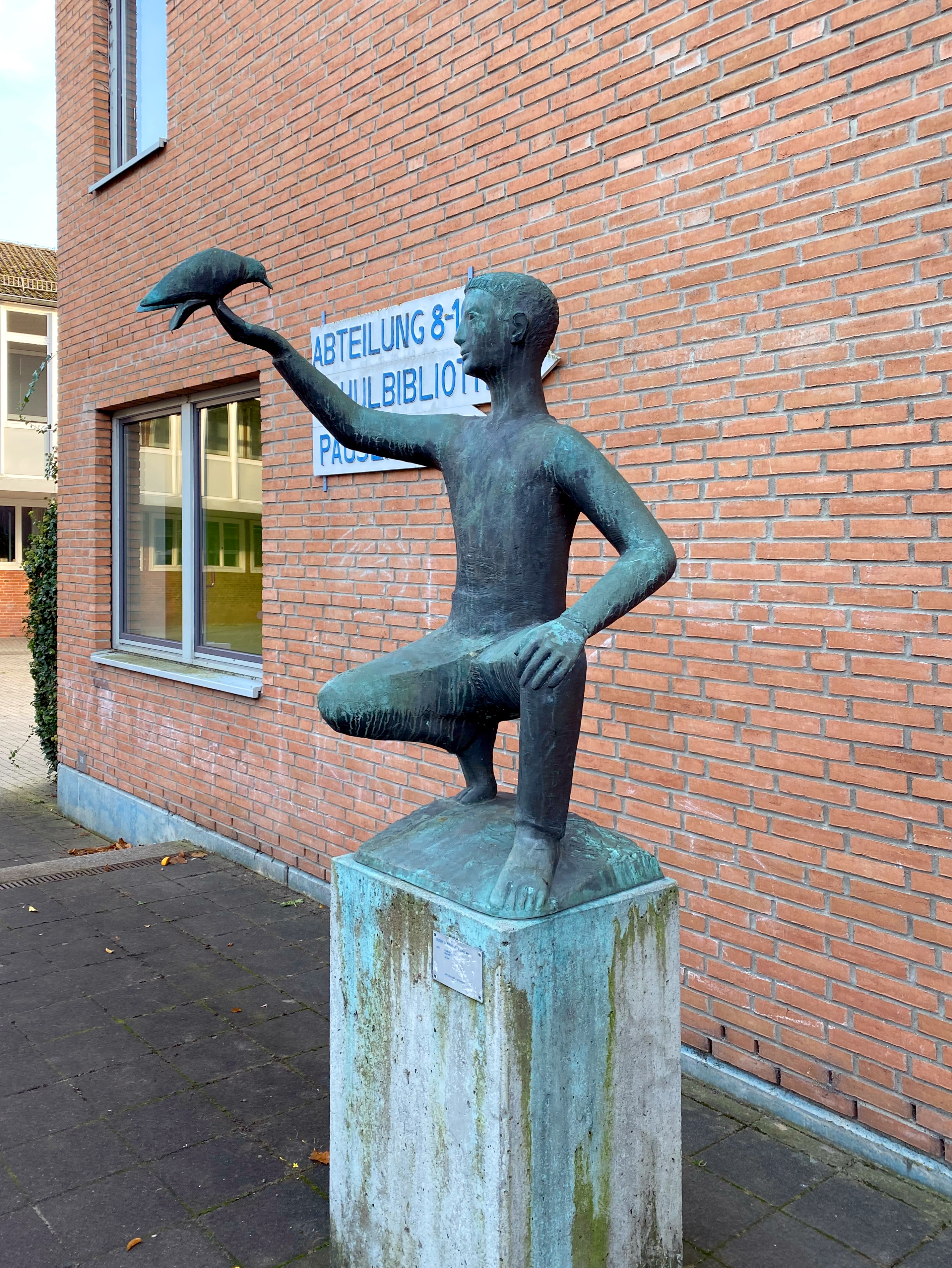
Knabe mit Vogel (1957)

Folgende Werke wurden im Rahmen des Programms Kunst am Bau durch die Hamburger Baubehörde bzw. die öffentlichen Wohnungsbaugesellschaften (heute SAGA) angekauft.
- 1956: Flötenspielerin, Bramfelder Dorfplatz 5, Hamburg-Bramfeld (Stadtteilschule Bramfelder Dorfplatz, vor Musikraum)
- 1957: Knabe mit Vogel, Lohkampstraße 145, Hamburg-Eidelstedt (Stadtteilschule Eidelstedt)
- 1957–1958: Lauschende, Bramfelder Weg 121, Hamburg-Farmsen-Berne (Schule Surenland)
- 1959: Kniende, Bei der Hauptfeuerwache 1, Hamburg-St. Georg (BS09, Handelsschule Berliner Tor, Schulhof)
- 1960: Liegende Mutter, Riemsweg 61, Hamburg-Horn (Stadtteilschule Horn, ehemals Volksschule Sievekingsallee)
- 1963: Lesendes Mädchen, Bovestraße 10–12, Hamburg-Wandsbek (Schule Bovestraße)
- 1964: Freie Form, Lenhartzstraße 28, Hamburg-Eppendorf (Ehemals Öffentliche Bücherhalle Eppendorf, jetzt Kundenzentrum)
- 1966: Zweiheit, Mörkenstraße 30, Hamburg-Altona-Altstadt (Polizeiwache)